# Haidhausen

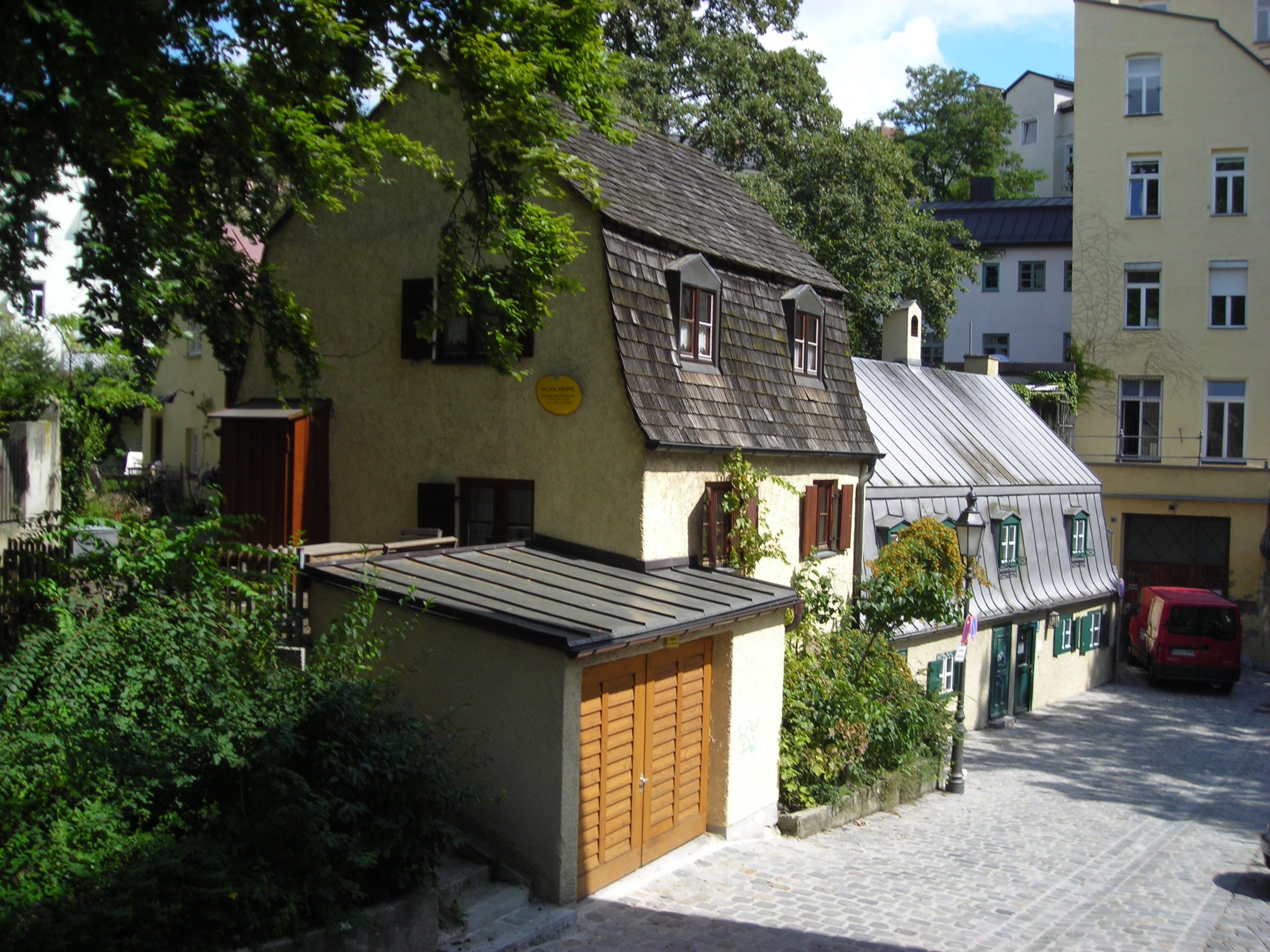
An der Kreppe, Rest eines Herbergenviertels (entstanden zu Beginn des 19. Jahrhunderts) im Stadtteil Haidhausen zwischen dem Max-Weber-Platz und dem Wiener Platz

Haidhausen ist ein östlich der Isar gelegener Stadtteil von München, er ist heute Teil des Stadtbezirks 5 Au-Haidhausen.

## Lage und Beschreibung

Au-Haidhausen mit dem Bezirksteil Haidhausen im Zentrum

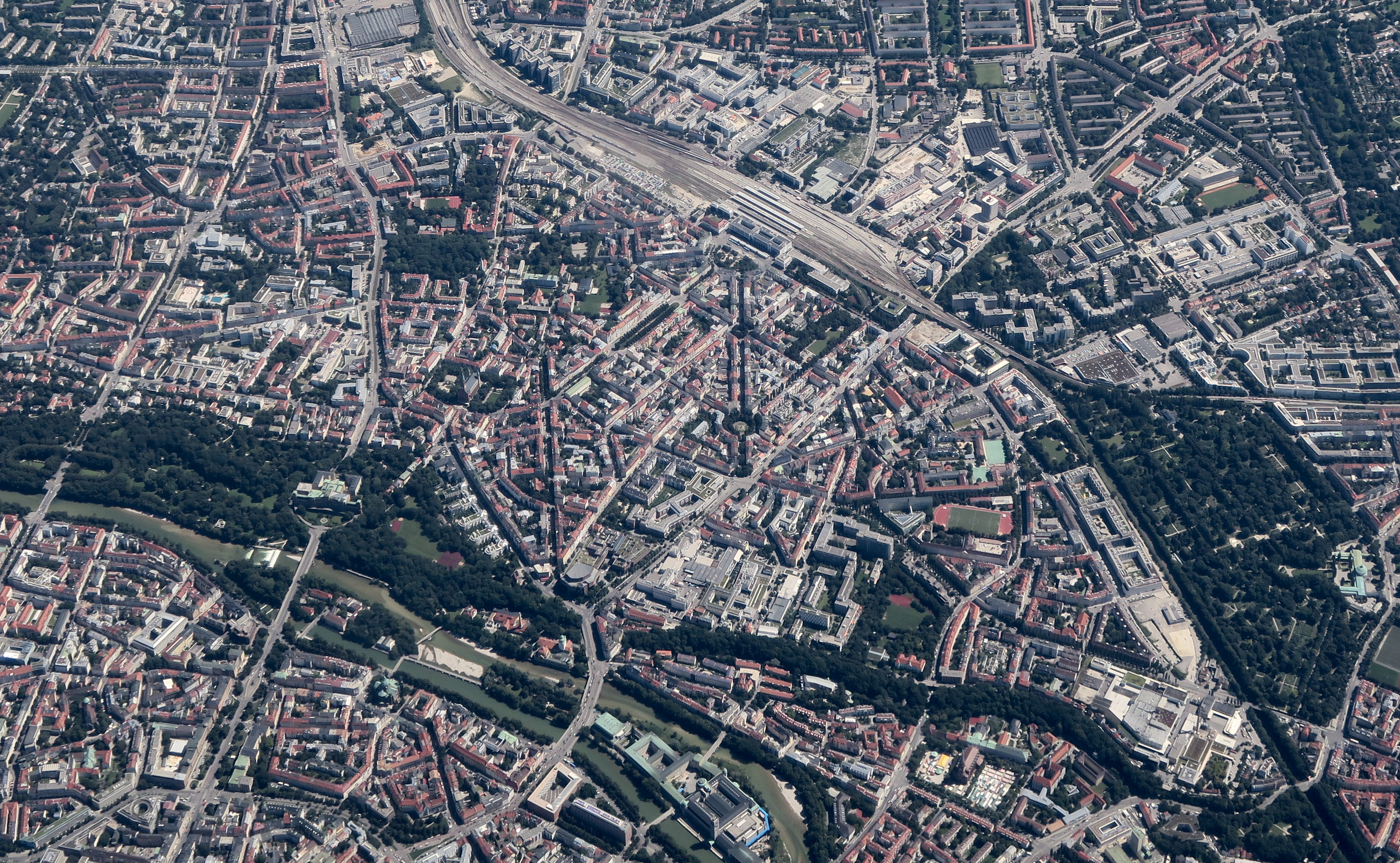
Luftbild von Haidhausen

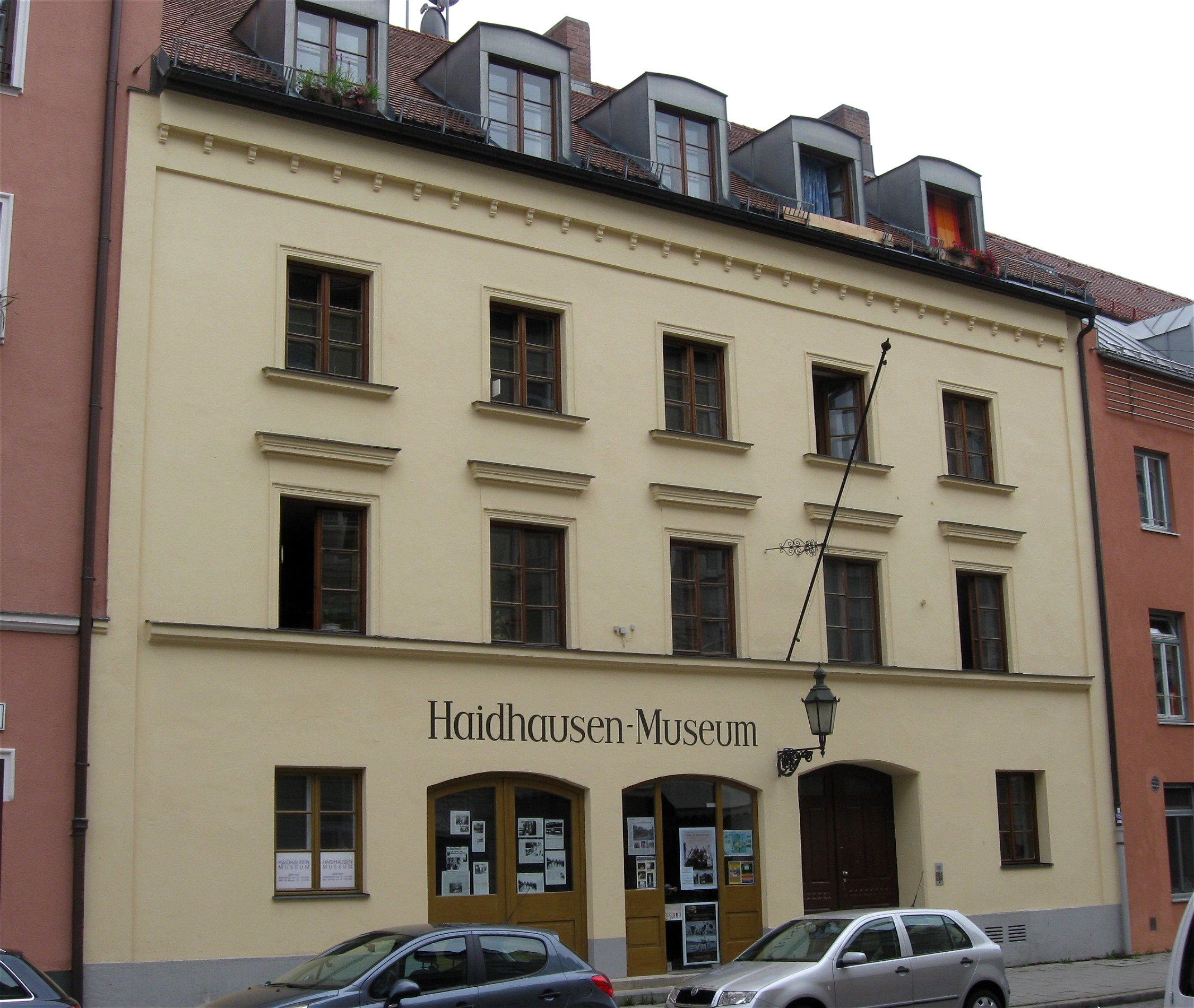
Haidhausen-Museum in der Kirchenstraße

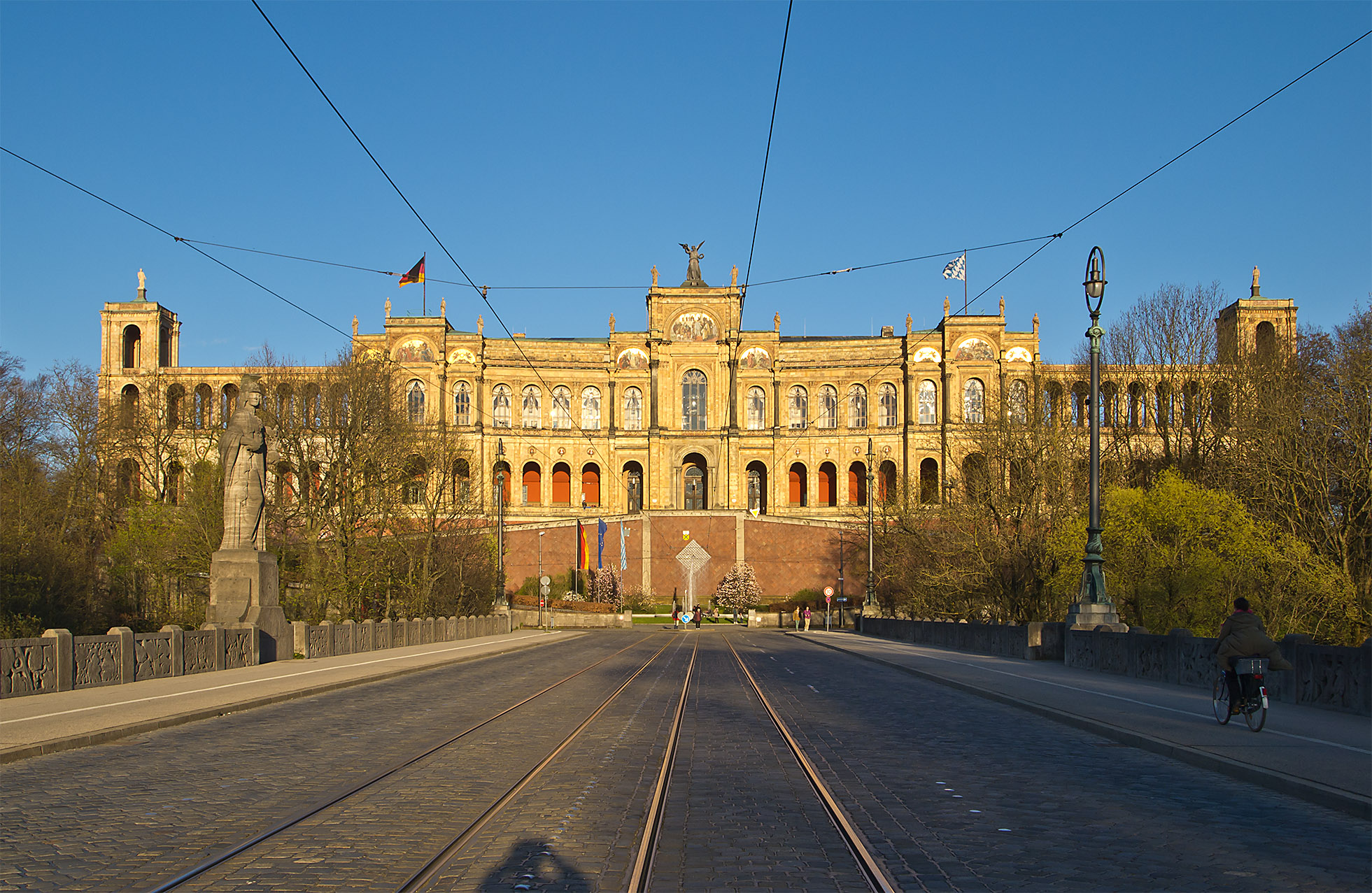
Maximilianeum – Sitz des Bayerischen Landtags

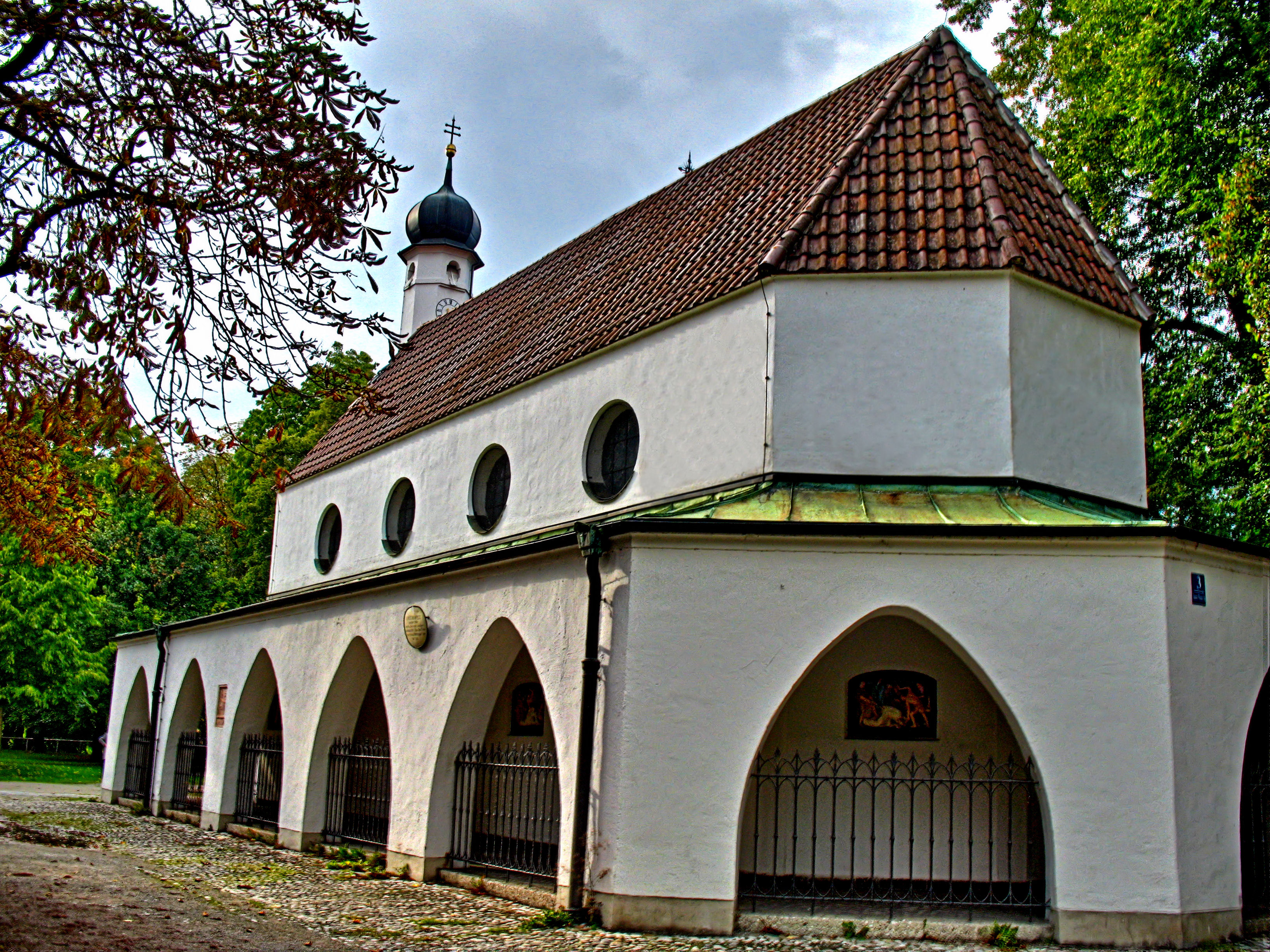
Loretokapelle, Am Gasteig

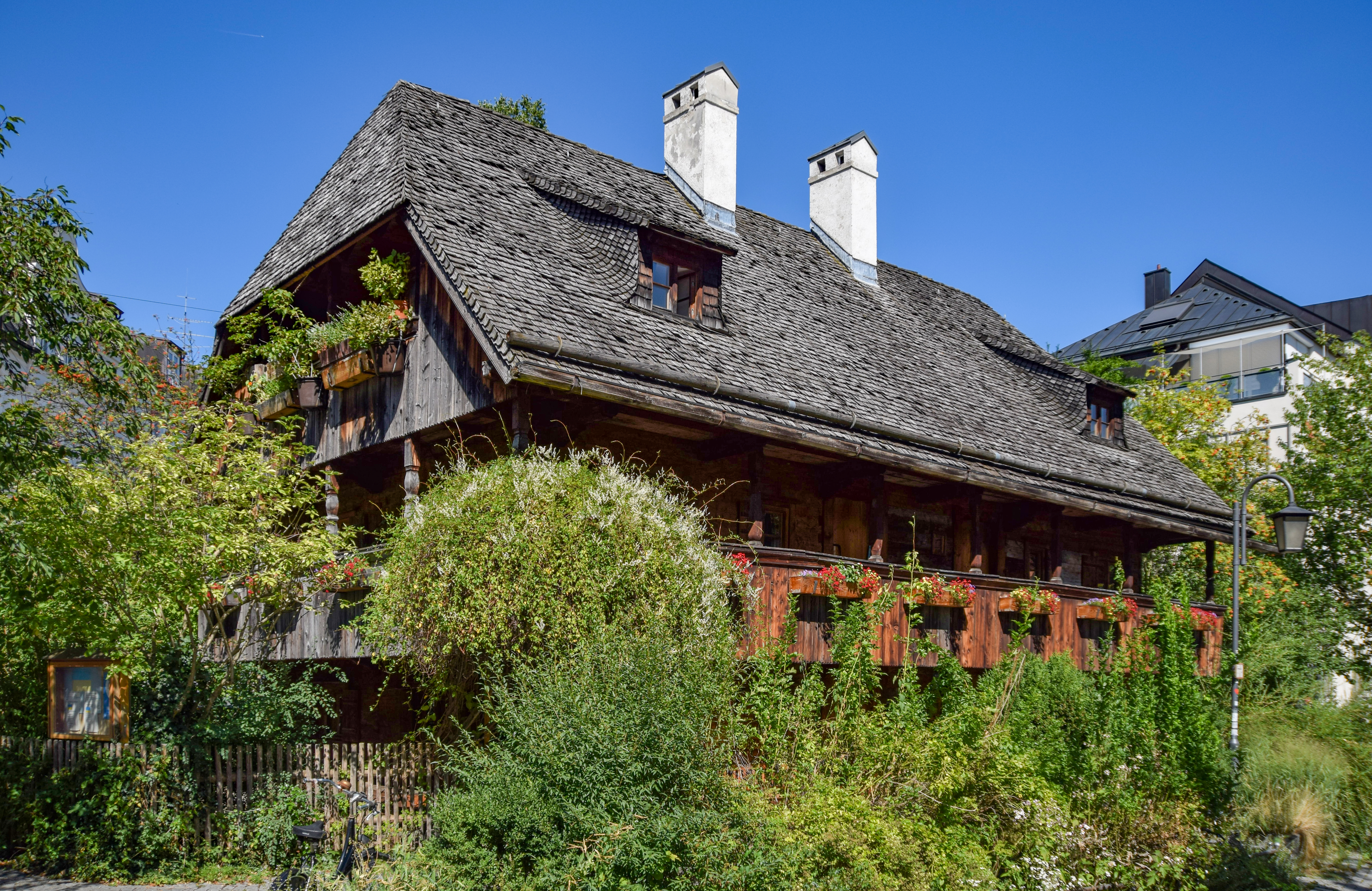
Der „Kriechbaumhof“ in der Preysingstraße

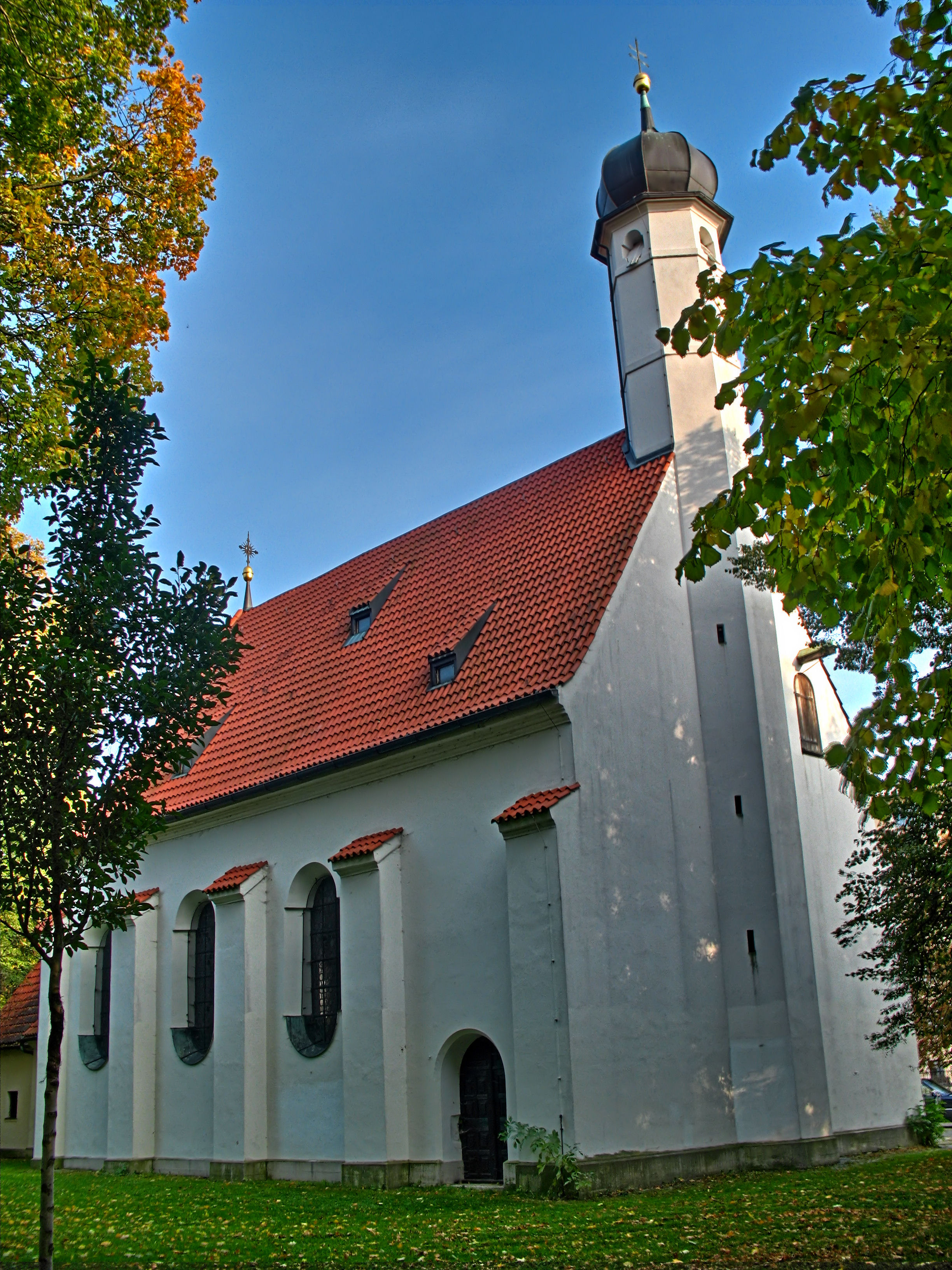
St. Nikolai am Gasteig

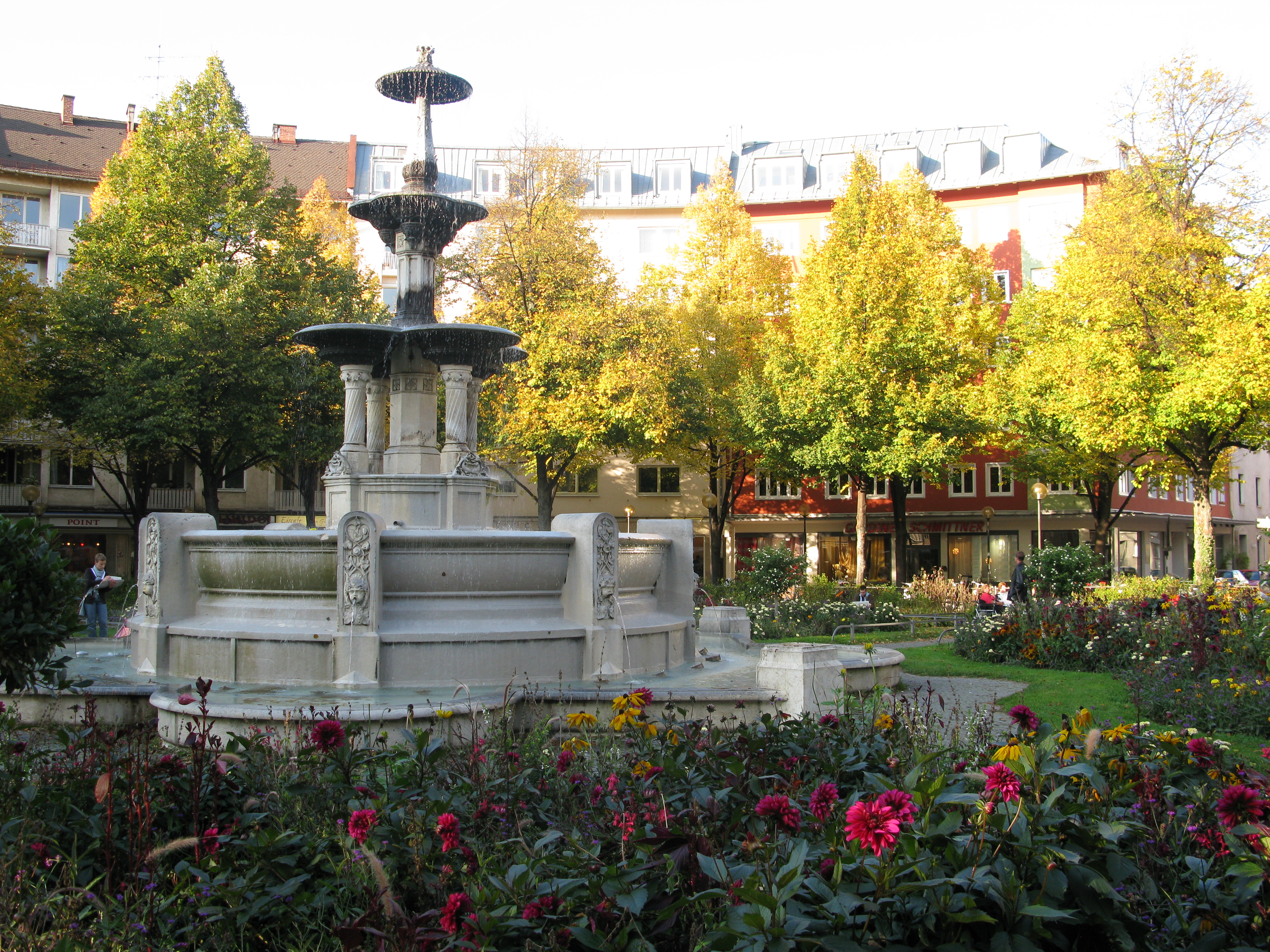
Der Weißenburger Brunnen auf dem Weißenburger Platz zwischen Rosenheimer Platz und Ostbahnhof

Haidhausen befindet sich oberhalb der Au auf der Isarhochterrasse. Der Stadtteil grenzt im Norden an Bogenhausen, im Osten an Berg am Laim, im Süden an die Au, nach Westen schließt der Stadtteil mit der Isar ab.
Die Grenze des Stadtteils verläuft im Norden entlang der Prinzregentenstraße, dann westlich des Vogelweideplatzes und zwischen Wertstoffhof und Straßenbahndepot zu der Eisenbahntrasse, die die Ostgrenze bildet, wobei der gesamte Bahnkörper noch zu Haidhausen gehört. Im Süden bildet der Straßenzug Rosenheimer-, Hoch-, Rabl- und Balanstraße die Grenze zur Au. Im Westen ist das rechte Isarufer die Grenze.
Das ehemalige Dorfzentrum lag genau auf der Kreuzung von Kirchen- und Seeriederstraße, wo sich heute das Haidhauser Stadtteilmuseum befindet. An den vier Ecken der Kreuzung standen bis ins 17. Jahrhundert die ältesten Gebäude Haidhausens, vier Bauernhöfe und eine Scheune.
In Haidhausen liegt auch einer der drei Fernverkehrsbahnhöfe Münchens, der heutige Bahnhof München Ost (früher München Haidhausen). Als S-Bahn-Station und als Haltestelle der übrigen Verkehrsmittel im MVV heißt der Bahnhof Ostbahnhof.
In Haidhausen befindet sich mit dem Maximilianeum der Sitz des Bayerischen Landtages und der Gasteig, Münchens Kulturzentrum, der zugleich der Sitz der Münchner Volkshochschule, der Münchner Philharmoniker, der Münchner Stadtbibliothek und der Musikhochschule ist.

## Geschichte
Haidhausen wurde 808 unter dem Namen „haidhusir“ (Bedeutung: Häuser auf der Heide) als Ansiedlung mit einer Kirche urkundlich erwähnt. Von München aus erreicht man es über den „gaachen Steig“ (etwa: „sehr steiler Weg“), aus dem im Laufe der Zeit der Begriff „Gasteig“ wurde. Das Wort steht auch für das bekannte Kulturzentrum, das die Grenze nach Haidhausen heute markiert. Durch Haidhausen führte der Salzweg nach München. Wirtschaftlich bedeutend war früh die Produktion von Lehmziegeln, die aus dem lehmhaltigen Boden hergestellt wurden.
Im Hochmittelalter gehörte Haidhausen zum Herrschaftsbereich der Grafen von Wolfratshausen und nach deren Aussterben 1157 der Grafen von Dießen, die sich umbenannten zu von Andechs; noch vor dem Tod des letzten Grafen Andechs, Ottos III., 1248 ging das Gebiet spätestens 1246 an das Herzogtum Baiern der Wittelsbacher. An die Stelle der gräflichen Mittelbehörde trat fortan das Landgericht Wolfratshausen. 
Ab 1610 oder 1612 gehörte Haidhausen wie auch die benachbarten Orten Au und Untergiesing zum Gericht ob der Au. 1690 wurde Franz Pankratius von Leublfing zu Rhain und Haidhausen in den Reichsgrafenstand erhoben.
In Haidhausen lag einerseits vom 17. Jahrhundert bis 1827 der Landsitz der Grafen von Preysing-Hohenaschau. Ihr Schloss ging später in kirchlichen Besitz über und an seiner Stelle wurden die heute noch bestehenden Klostergebäude am östlichen Ende der Preysingstraße errichtet. Andererseits hatten sich nicht weit davon (in der Nähe des heutigen Wiener Platzes) bereits früh kleinstadtartige Strukturen mit Herbergen für ärmere Bevölkerungsschichten herausgebildet, die vor allem in den hier vorhandenen Ziegelmanufakturen arbeiteten. Letzte dieser Häuser sind noch heute, etwa an der Kreppe, zu sehen.
Im Isarhochufer von Haidhausen, im Gebiet des heutigen Gasteigs, wurden lange von Brauereien Kellergewölbe zur Kühlung des Bieres genutzt.
1835 lebten in Haidhausen bereits 10.000 Menschen. Besonders Ende des 19. Jahrhunderts wuchs Haidhausen infolge der Industrialisierung stark an. Zu dieser Zeit wurde hier auch das Klinikum rechts der Isar gegründet und das Maximilianeum als Endpunkt der Maximilianstraße gebaut.
Am 1. Oktober 1854 wurde Haidhausen zusammen mit Au und Giesing in die Stadt München eingemeindet, nachdem sich die Bewohner der Ortschaften im Mai 1848 fast einstimmig dafür ausgesprochen hatten. Die Volkszählung 1910 ergab für das Gebiet von Haidhausen eine Einwohnerzahl von 61.555. Nach Zerschlagung der Münchner Räterepublik wurden am 5. Mai 1919 im Gastgarten des Hofbräukellers zuvor denunzierte, unbescholtene Perlacher Bürger durch Freikorpsangehörige erschossen. Im Februar 1919 waren auch der Chirurg Ferdinand Sauerbruch und der Maler Franz von Stuck von den revolutionären Rotgardisten in einem Schulgebäude in Haidhausen festgehalten worden. Am 16. Oktober 1919 hielt Adolf Hitler seine erste parteipolitische Rede vor 111 Besuchern im Hofbräukeller. Am Vortag des Hitlerputsches am 8. November 1923 rief Hitler im Bürgerbräukeller an der Rosenheimerstraße die „Nationale Revolution“ aus.

1871 wurde nach zweijähriger Bauzeit der Haidhauser Bahnhof eröffnet, der vom Architekten des Maximilianeums, Friedrich Bürklein, erbaut wurde. Damals war das Areal „Auf den Lüften“ zwischen dem Bahnhof (Osten), Rosenheimer Straße (Süden), Milch- und Steinstraße (Westen), Preysingstraße (Norden) noch unbebaut. Für die Bebauung dieser Fläche entwarf Arnold von Zenetti 1870 einen Stadterweiterungsplan im Stil der Gründerzeit für die „Straßenzüge zum Braunauer Bahnhof“.

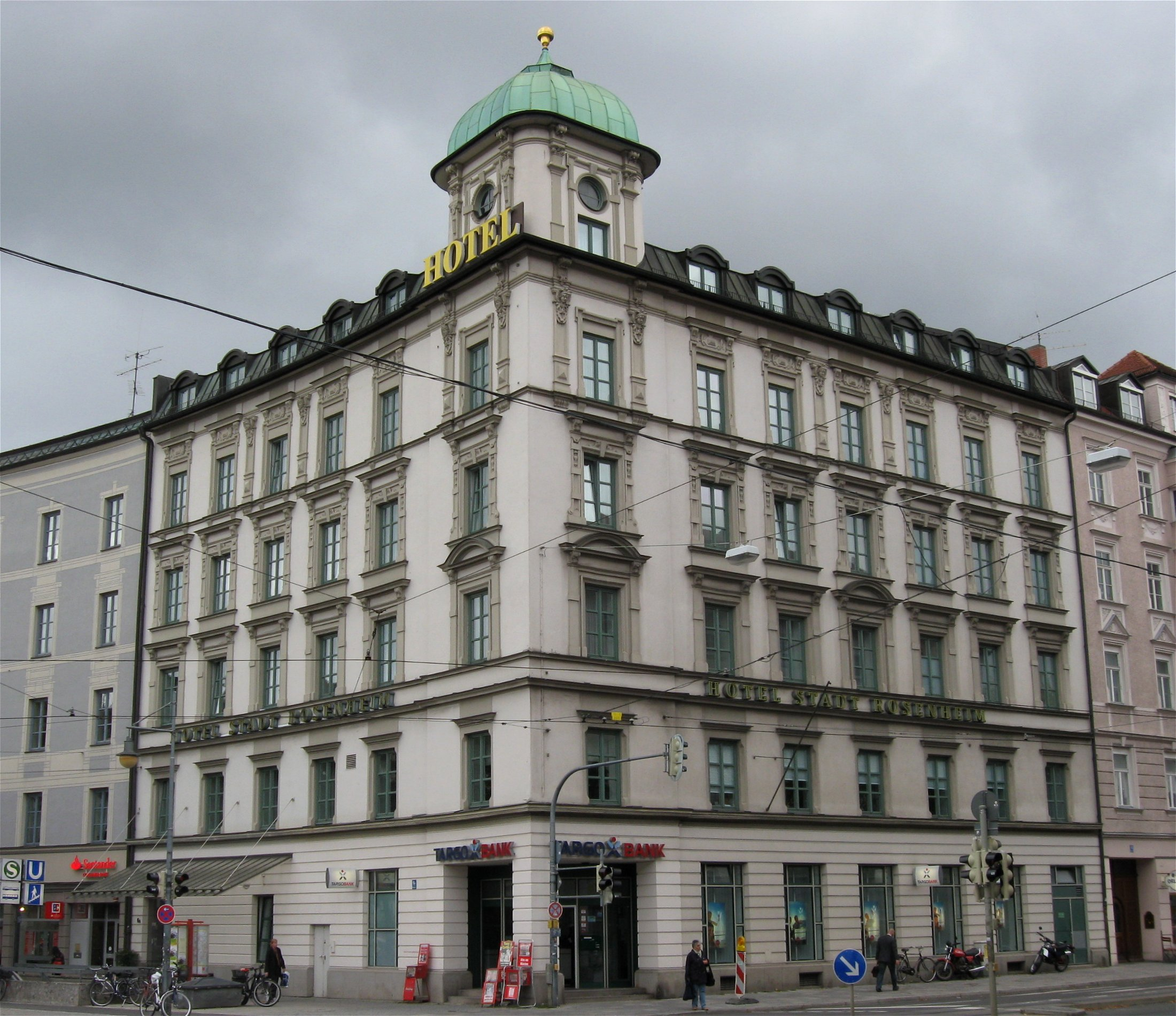
Neurenaissance-Eckhaus von 1890, Orleansplatz 6a

Dabei bildete der halbrunde Orleansplatz die Basis für die symmetrisch angelegte Dreistrahlanlage des Ostbahnhofviertels, das wegen seiner nach französischen Orten benannten Straßen auch als „Franzosenviertel“ bezeichnet wird: Die Wörthstraße wurde die Mittelachse – die Weißenburger Straße und Belfortstraße die Diagonalen. 1872 wurden die ersten Straßen angelegt und nach Orten siegreicher Schlachten des Deutsch-Französischen Kriegs von 1870/71 benannt. Eine Ausnahme ist der Bordeauxplatz, der erst 1976 aufgrund der Städtepartnerschaft zwischen München und Bordeaux benannt wurde. Die Bebauung des Areals erfolgte zwischen 1870 und 1900 von der Rosenheimer Straße ausgehend in nördlicher Richtung – überwiegend im Stil der Neurenaissance der 1880er Jahre bzw. des Neubarock der 1890er Jahre.
Die Bebauung erfolgte eng, um günstigen Wohnraum für die ärmere Bevölkerung bereitzustellen. So entstand um 1900 eines der dichtest besiedelten Gebiete Münchens, das heute über einen besonders hohen Anteil (66 %) an älterer Bausubstanz (vor 1914) verfügt.
Der Bunte Würfel, Münchens erstes Kabarett nach dem Zweiten Weltkrieg, entstand 1946 in der Preysingstraße 42. Bis in die 1960er-Jahre war im Gebäude dann das Kino Preysingpalast.

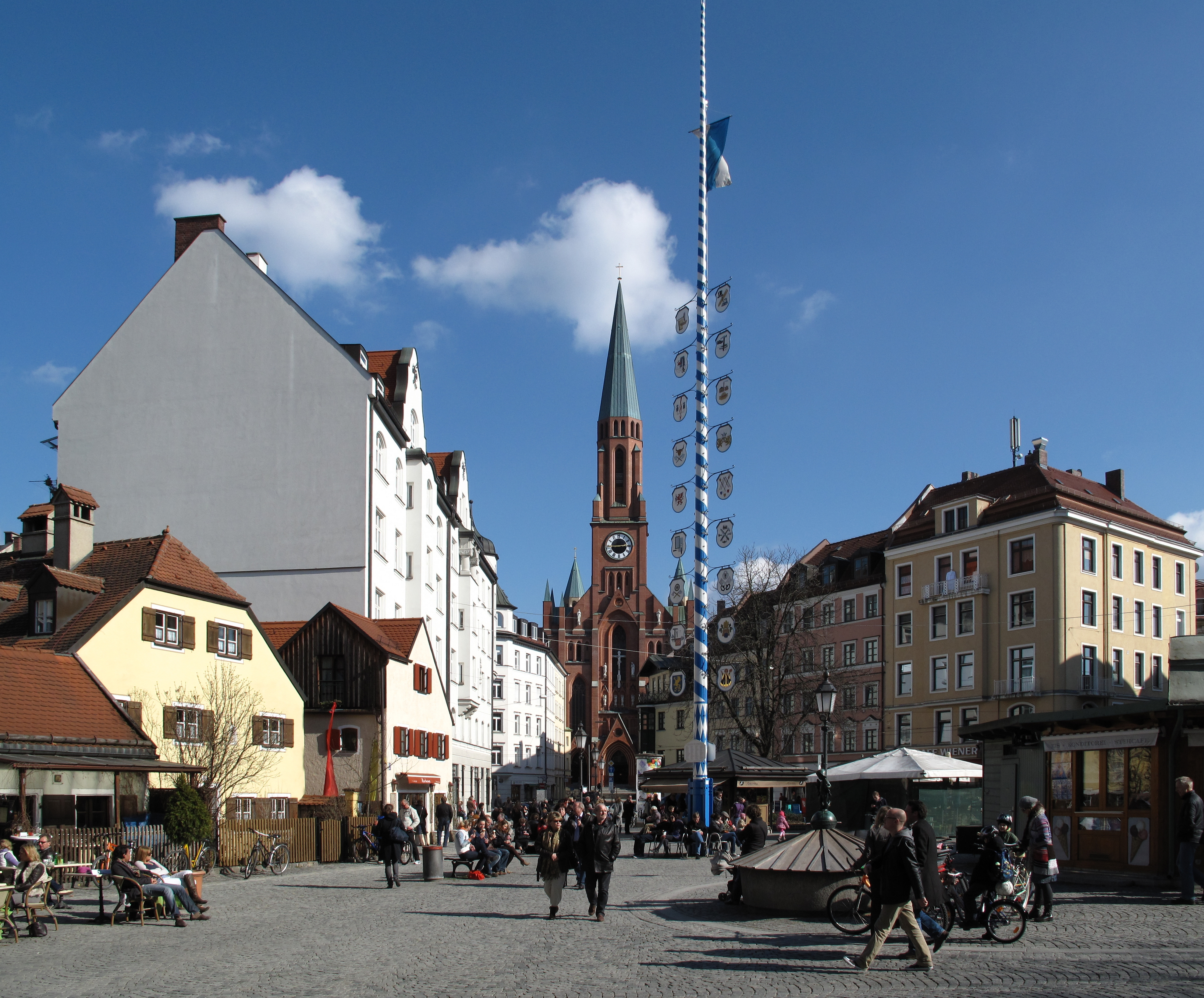
Wiener Platz mit der Kirche St. Johann Baptist im Hintergrund

Lange galt Haidhausen in München aufgrund seiner ärmlichen Verhältnisse als „Glasscherbenviertel“. Als in den 1980er Jahren Industrieareale abgerissen und durch Wohnraum ersetzt wurden, die städtische Galerie Lothringer13 in der Lothringerstr. 13, die Muffathalle und das Kulturzentrum Gasteig entstanden, wurden auch die Altbauten nach und nach saniert. Die Attraktivität des Viertels stieg dadurch schrittweise an, so dass heute Haidhausen als eine der begehrten Wohnlagen Münchens gilt, die sich durch eine Vielzahl an Geschäften, Cafés, Gaststätten und ein breites kulturelles Angebot auszeichnet.

## Kirchengebäude
- Kath. Pfarrkirche St. Johann Baptist
- Kath. Pfarrkirche St. Elisabeth
- Kath. Pfarrkirche St. Wolfgang
- Ev.-luth. Pfarrkirche St. Johannes
- Kath. Pfarrkirche St. Gabriel
- Kath. Pfarrkirche Alte Haidhauser Kirche

## Kultureinrichtungen
(Auswahl)

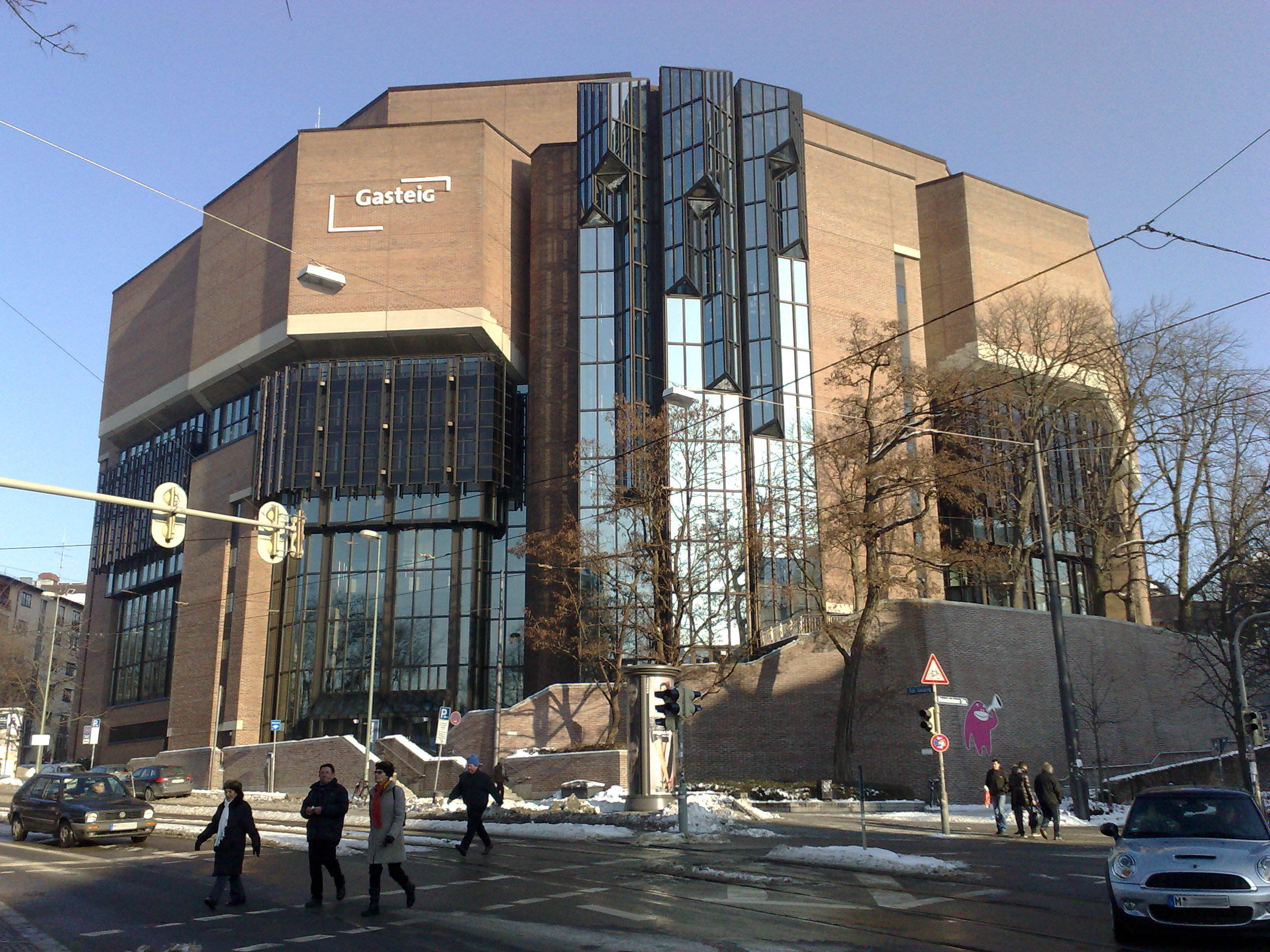
Das Kultur- und Bildungszentrum Gasteig

- Kulturzentrum Gasteig mit Konzertsälen, Münchner Volkshochschule, Münchner Stadtbibliothek, Münchner Philharmoniker und Hochschule für Musik und Theater München
- Muffathalle
- Museum Villa Stuck
- Kunsthalle Lothringer13
- Jazzclub Unterfahrt
- Haidhausen-Museum

## Öffentliche Einrichtungen (Auswahl)
- Klinikum rechts der Isar

## Bekannte Bürger Haidhausens
- Erhard Dietl (* 1953), Kinderbuchautor
- Jan Gulbransson (* 1949), Künstler, vor allem Comics
- Carlamaria Heim (1932–1984), Schauspielerin und Schriftstellerin; Gedenktafel an Haus Johannisplatz 10
- Michael Huber (1788–1857), Fabrikant und Gemeindevorsteher von Haidhausen
- Robert von Langer (1783–1846), Maler
- Erhard Paskuda (1922–2012), Maler
- Willy Purucker (1925–2015), Drehbuchautor, Hörspielregisseur und Hörfunkmoderator
- Clemens Scheitz (1899–1980), Musiker und Schauspieler
- Joseph Schülein (1854–1938), jüdischer Brauereibesitzer (Unionsbräu) und Philanthrop

## Nachtleben
Aufgrund seines breitgefächerten Angebots an Bars und Restaurants gilt Haidhausen als ein Zentrum des Münchner Nachtlebens. Neben Wirtshäusern und Biergärten finden sich zwischen Ostbahnhof, Rosenheimer Platz und Max-Weber-Platz Restaurants fast jeder Landesküche.